# Jonas Ramonas
Jonas Ramonas (ur. 29 lutego 1960 w Milvydiškiai w rejonie telszańskim) – litewski polityk i agronom, od 2004 do 2012 poseł na Sejm.

## Życiorys
Kształcił się w technikum rolniczym w Retowie. W 1989 ukończył studia z zakresu agronomii w Litewskiej Akademii Rolniczej, a w 2004 architekturę na Uniwersytecie Technicznym w Kownie.
Od 1983 pracował jako mechanik w jednym z kołchozów, następnie jako agronom w kombinacie rolnym. W 1991 rozpoczął prowadzenie własnego gospodarstwa rolnego, w latach 1992–1994 kierował lokalną administracją rolną w Telszach. Od 1993 do 1995 przewodniczył regionalnym strukturom Litewskiego Związku Rolników. Od 1997 był pierwszym zastępcą prezesa, a w okresie 2000–2005 prezesem Litewskiej Izby Rolniczej.
W 2004 uzyskał mandat posła na Sejm z listy federacyjnego Związku Partii Chłopskiej i Nowej Demokracji. Działał w powstałym na podstawie tej organizacji Litewskim Ludowym Związku Chłopskim. W 2006 na krótko przeszedł do Partii Demokracji Obywatelskiej, a następnie do partii Porządek i Sprawiedliwość. Z ramienia ugrupowania Rolandasa Paksasa w wyborach w 2008 po raz drugi dostał się do Sejmu. W trakcie kadencji przystąpił do frakcji Partii Chrześcijańskiej. W 2012 bez powodzenia ubiegał się o reelekcję z ramienia nowego ugrupowania pod nazwą Droga Odwagi.